# Lanoline
La lanoline, autrement appelée graisse de laine ou cire de laine, est une graisse obtenue par purification et raffinage du suint (partie grasse adsorbée sur la laine). Le suint correspond au sébum des glandes sébacées des moutons et est obtenu lors du lavage de la laine de mouton. 
Elle comprend de l'oléine et de la stéarine.
Chimiquement, la lanoline est une cire, un mélange d'esters et d'acides gras avec des alcools à haute masse moléculaire. Ont été identifiés plus de 180 acides gras et 80 alcools différents. Elle est amphiphile et forme des émulsions très stables avec l'eau, de plus il s'agit d'une espèce très hygroscopique.  
La lanoline est utilisée en pharmacie, par exemple pour la supplémentation en vitamine D,, dans la fabrication des cosmétiques et dans la prévention des douleurs et lésions liées à l'allaitement maternel. C'est l'un des rares produits d'origine animale qui soit autorisé par les labels de cosmétiques biologiques, tels que Nature et Progrès et BDIH.
Son code FAO est 0994.

## Alimentation
Le Codex Alimentarius reprend la lanoline comme additif alimentaire, sous le code E (numéro SIN) 913.